# Loguivy-Plougras
 Loguivy-Plougras  (en bretón Logivi-Plougraz) es una población y comuna francesa, situada en la región de Bretaña, departamento de Côtes-d'Armor, en el distrito de Lannion y cantón de Plouaret.

## Demografía
| 1833 | 1604 | 1367 | 1190 | 1021 | 1002 | 963 |
| Para los censos de 1962 a 1999 la población legal corresponde a la población sin duplicidades (Fuente: INSEE [Consultar]) |      |      |      |      |      |     |